# Общественные науки и современность
Обще́ственные нау́ки и совреме́нность (англ. Social Sciences and Contemporary World) — российский академический междисциплинарный журнал по комплексным проблемам общественных наук. Издается с 1976 года. В журнале публикуются исследовательские статьи на стыке различных дисциплин: политологии, права, экономики, социологии, философии, истории, культурологии, психологии. Распространяется по подписке.
Журнал представлен в ведущих библиотеках Российской Федерации и зарубежных стран, включен в систему Российского индекса научного цитирования (РИНЦ), в «Перечне ведущих рецензируемых научных журналов и изданий, в которых должны быть опубликованы основные научные результаты диссертаций на соискание ученых степеней доктора и кандидата наук» (№ 1487).
Импакт-фактор РИНЦ на 2020 год равен 0,927.
Кредо журнала — «плюрализм, состязательность исследовательских школ и направлений, научный диалог, внимательный к точке зрения оппонента».

## История журнала
Журнал создан в 1976 году как орган Президиума АН СССР. Первоначально назывался «Общественные науки» и существовал в рамках объединенной редакции «Общественные науки и современность». Целью создания журнала было ознакомление зарубежных коллег с работами советских учёных, а также укрепление сотрудничества учёных социалистических стран. Задачей «Общественных наук» являлось освещение проблем, представляющих общий интерес для исследователей как СССР, так и стран Восточной Европы. Журнал стал междисциплинарным изданием, отдающим предпочтение темам, находящимся на стыке различных общественно-научных дисциплин: истории, философии, экономики, политологии, социологии, культурологии, психологии, права. В 1991 году журнал получил своё современное название.

## Главные редакторы
- член-корр. АН СССР И. Р. Григулевич (1976—1987)
- д.и.н. В. В. Согрин (1987—2014)
- д.э.н. С. Д. Валентей (2015—2020)
- член-корр. РАН А. А. Громыко (с 2020)

## Редакционная коллегия
В состав редколлегии входят: Марк Р. Байсингер (США), д.филос.н. Г. Г. Водолазов, д.э.н. И. Е. Дискин, акад. А. А. Кокошин, д.филос.н. И. В. Кондаков, Е. М. Котлярская (отв. секретарь), д.пол.н. Э. А. Паин, член-корр. РАН В. Ф. Петренко, акад. Ю. С. Пивоваров, Н. М. Плискевич (зам. главного редактора), акад. В. М. Полтерович, Томас Ф. Ремингтон (США), д.и.н. В. В. Согрин, д.соц.н. Н. Е. Тихонова, д.пол.н. М. Ю. Урнов, акад. Т. Я. Хабриева, акад. А. О. Чубарьян.

## Оценки специалистов
В 2014 году начальник Наукометрического отдела НИУ ВШЭ И. Стерлигов в рамках XV Апрельской международной научной конференции «Модернизация науки и общества» сообщил, что в ходе исследования, проведённого учёными из НИУ ВШЭ путём экспертного опроса 47 социологов (выбранных 8 социологами «верхнего уровня») и последующего анализа 650 анкет по 55 социологическим журналам, выявилось, что «Общественные науки и современность» входит в тройку наиболее известных социологических журналов (наряду с «Социологическими исследованиями» и «Социологическим журналом»).